# Macroni
In età classica, con il termine Macroni venivano indicate alcune popolazioni dell'Anatolia stanziate lungo la costa sudorientale del Mar Nero. Nelle fonti classiche l'etnonimo Macroni (in greco antico: Μάκρωνες?, Makrōnes e in latino Machorones) è frequentemente citato insieme agli etnonimi Macheloni (in greco antico: Μαχελῶνες?, Machelônes) e Mari (in greco antico: Μαρες?, Mares) fatto che indurrebbe a credere che queste aggregazioni tribali potessero essere percepite come parte di un unico gruppo.

## Collocazione geografica

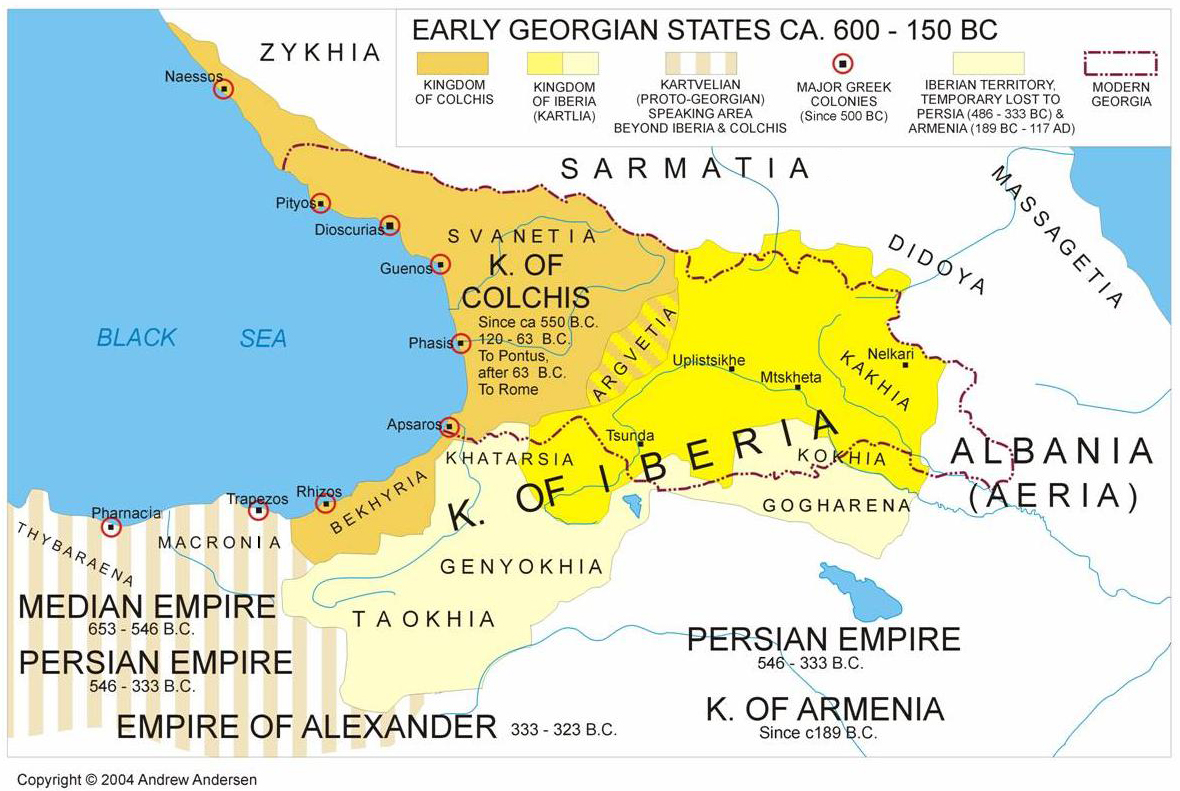
La collocazione geografica dei Macroni nell'Anatolia nordorientale.

Tra gli autori classici a menzionare queste popolazioni vi sono Scilace, Erodoto, Ecateo di Mileto, Senofonte, Strabone, Arriano, Plinio il Vecchio, Flavio Giuseppe, Tacito, Dionigi il Periegeta, Tolomeo, Luciano di Samosata e Cassio Dione. Secondo i geografi classici queste popolazioni abitavano lungo la costa sudorientale del Mar Nero a est di Trebisonda, in un territorio non meglio definito tra i monti Moschici e il fiume Fasi; Plinio, invece, menziona come confini del loro territorio i fiumi Ophis  e Prytanis. Una menzione è presente pure nell'anonimo Periplus Ponti Evcines, probabilmente successivo al IV secolo. Inoltre, all'inizio del II secolo, Tolomeo afferma l'esistenza al confine della Colchide la città di Mechlessos, ma senza aggiungere altri dettagli. In queste opere i Macroni – così come alcune popolazioni circonvicine quali Moschi e Tibareni, sono elencati tra i popoli della Colchide – insieme a Drili, Eniochi, Lazi, Sannoi, Zudreti e altri. In virtù di questa associazione, Apollonio di Rodi ne fa menzione pure ne Le Argonautiche. In età tardoantica informazioni su queste popolazioni sono fornite da Procopio di Cesarea e Stefano di Bisanzio.

## Storia
Nelle fonti classiche i Macroni vengono descritti come un popolo selvaggio e potente che praticava la circoncisione e indossava abiti fatti di pellame, mentre il loro equipaggiamento bellico era formato da elmi di legno, piccoli scudi di vimini e lance corte con lunghe punte. Il loro territorio venne inizialmente integrato nell'Impero medo, per poi passare sotto l'Impero persiano della dinastia achemenide, venendo incorporato nella XIX satrapia, motivo per cui i Macroni combatterono sotto Serse I. Nel IV secolo a.C., in seguito al collasso dell'Impero persiano causato dalle conquiste di Alessandro Magno, la regione dell'Anatolia abitata da queste genti finì incorporata nel Regno del Ponto e poi nell'Impero romano; in particolare, nel 64 per volontà di Nerone la regione venne incorporata prima nella provincia di Galazia e poi in quella di Cappadocia. Nella fase di debolezza dei sovrani pontici, i Macroni formarono con la limitrofa federazione tribale colchica che univa gli Eniochi ai Sannoi una Lega che nel 69 si ribellò al dominio di Roma, saccheggiando Trebisonda, ma i romani riuscirono a reprimere la rivolta e a riprendere il controllo della regione. Cassio Dione menziona che l'imperatore Traiano fece dei doni ad Anchialos, re cliente di Eniochi e Macroni, il quale partecipò tra le file romane alle campagne partiche di Traiano. Questo monarca viene citato anche in una lettera del 134 scritta da Arriano all'imperatore Adriano e anche Luciano di Samosata menziona il loro sovrano, ma il racconto sembra essere del tutto fittizio. Sempre Cassio Dione afferma che l'usurpatore armeno Pacoro, il quale aveva ucciso il re di Macroni ed Eniochi, venne prima deportato a Roma da Lucio Vero, per poi essere esiliato in Britannia da Marco Aurelio. In virtù della sua vicinanza al confine tra i due imperi, la regione oscillò spesso tra l'influenza romana e quella persiana. La Machelonia, infine, figura come regno cliente dell'Impero persiano sotto la dinastia sassanide nel cosiddetto Res Gestae Divi Saporis, l'iscrizione trilingue della metà del III secolo realizzata per volontà di Sapore I riguardante questioni politiche, militari e religiose, dove il termine sembra essere utilizzato come sinonimo di Colchide. All'inizio degli anni '80 del III secolo la regione tornò nuovamente sotto il controllo dei romani, e da quel momento la Machelonia non compare più come entità politica autonoma o semiautonoma. La conversione al cristianesimo di queste popolazioni avvenne durante il regno dell'imperatore Giustiniano.

## Identificazione etnica
L'identificazione etno-linguistica di queste popolazioni è oggetto di dibattito e controversia all'interno della comunità accademica. Un'ipotesi identifica Macroni (in georgiano მაკრონები?, Makronebi), Macheloni (in georgiano მახელონები?, Makelonebi) e Mari (in georgiano მარები?, Marebi) come tribù proto-cartveliche parlanti una lingua proto-zan. Pertanto, andrebbero considerati come i possibili antenati dei mingreli / Laz della moderna Georgia, la cui presenza nell'Anatolia nord-orientale (indicata come possibile Urheimat proto-Laz) potrebbe avere preceduto il periodo ittita – venendo addirittura identificati con la popolazione paleoanatolica dei Kaskei – e avrebbe superato indenne il crollo di Urartu,  o al più andrebbe collegata a una migrazione datata al IV secolo a.C., in seguito alla conquista del Colchide da parte del Regno di Iberia. Da un punto di vista archeologico, Donald Rayfield ha espresso cauto scetticismo riguardo all'ipotesi di un'identificazione di queste popolazioni con i proto-cartvelici.